# للو (آبخوست)
لِلو یک آبخوست کوچک در بندر للو، منطقه شهرداری للو، ایالت کوسرائی در کشور ایالات فدرال میکرونزی است.

## جغرافیا
لِلو در ۶۰۰ کیلومتر (۳۷۰ مایل) خاور پالیکیر و ۵۰۰ متر (۱٬۶۰۰ فوت) خاور آبخوست کوسرائی قرار دارد. گستردگی آن ۱٫۵ کیلومتر (۰٫۹۳ مایل) در ۰٫۷ کیلومتر (۰٫۴۳ مایل) و مساحت آن ۱ کیلومتر مربع (۰٫۳۹ مایل مربع) است. با این مساحت، للو بزرگترین آبخوست در ایالت کوسرائی است.

## آموزش و پرورش
دفتر اصلی وزارت آموزش و پروش ایالت کوسرائی در آبخوست للو است.